# موريس باس
موريس باس (بالفرنسية: Maurice Bas)‏ هو مجدف فرنسي، ولد في 1935.

## وصلات خارجية
- موريس باس على موقع الاتحاد الدولي للتجديف (الإنجليزية)
- موريس باس على موقع أوليمبيديا (الإنجليزية)